# Pisciotta
Pisciotta est une commune italienne de la province de Salerne, dans la région Campanie.

## Administration

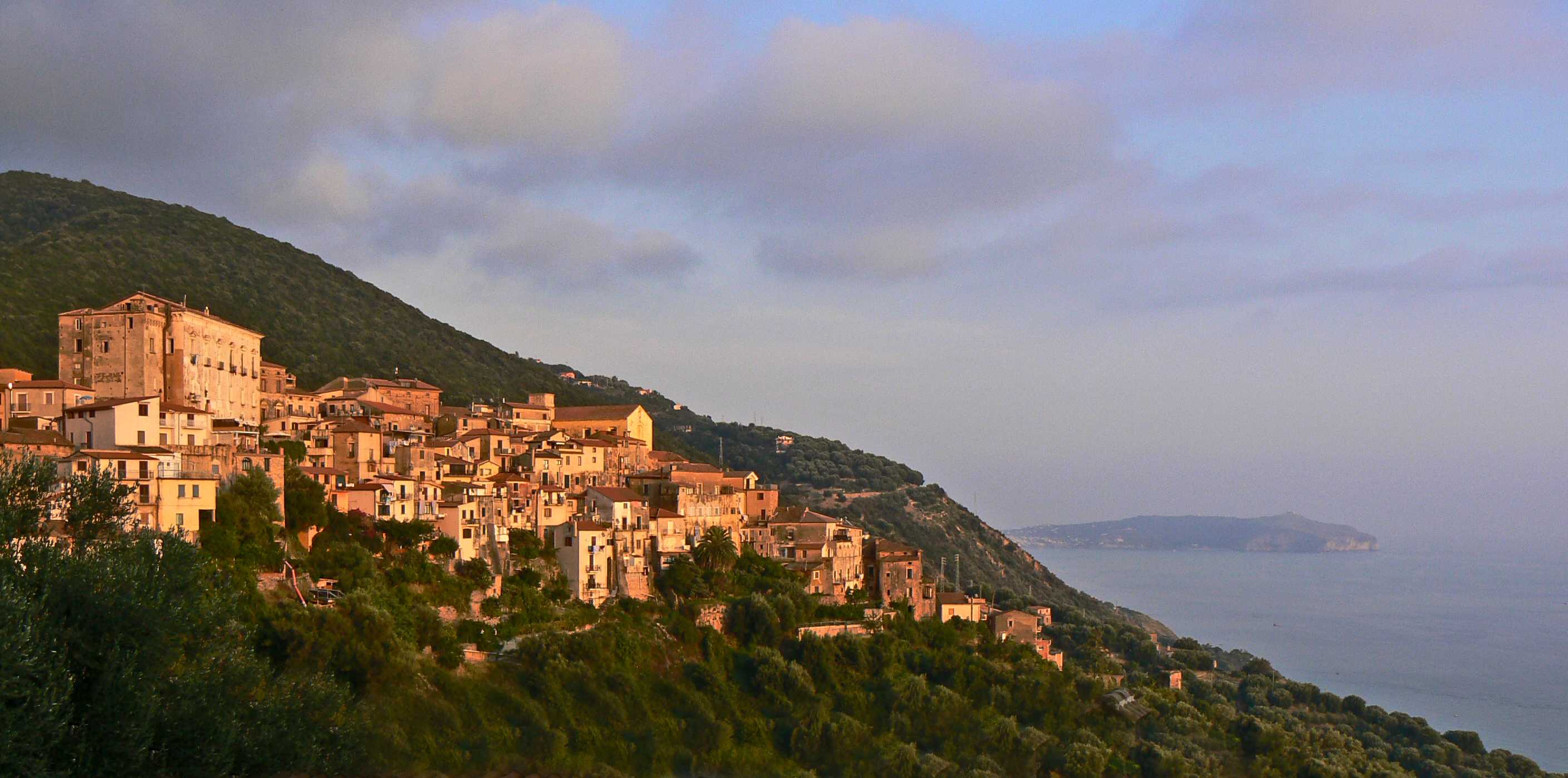
Le village de Pisciotta avec le cap de Palinuro en arrière-plan.

| Période                                  | Période    | Identité       | Étiquette    | Qualité |
| ---------------------------------------- | ---------- | -------------- | ------------ | ------- |
| 29 mai 2007                              | 7 mai 2012 | Cesare Festa   | Lista Civica |         |
| 7 mai 2012                               | En cours   | Ettore Liguori | Lista Civica |         |
| Les données manquantes sont à compléter. |            |                |              |         |

### Hameaux
Caprioli, Marina di Pisciotta, Rodio.

### Communes limitrophes
Ascea, Centola, San Mauro la Bruca.